# Angasholmane
Angasholmane est une île norvégienne du comté de Hordaland appartenant administrativement à Bømlo.

## Description
Rocheuse et couverte d'arbres en son centre, à fleur d'eau, elle s'étend sur environ 76 m de longueur pour une largeur approximative de 52 m.